# Astronia cumingiana
Astronia cumingiana är en tvåhjärtbladig växtart som beskrevs av S.Vidal. Astronia cumingiana ingår i släktet Astronia och familjen Melastomataceae. Utöver nominatformen finns också underarten A. c. bicolor.